# Strohausen
Strohausen  ist ein Ortsteil (Bauerschaft) von Rodenkirchen und damit Teil der Gemeinde Stadland.

## Geschichte
Der historische Ursprung des Orts liegt im Strohauser Siel, es war eine schiffbare Verbindung zur Weser. Die erste urkundliche Erwähnung des Siels war vermutlich 1417, sie ist unsicher. Im Jahr 1658 bestand es jedoch mit Sicherheit, wurde mehrfach erneuert und schließlich im Jahr 1773 zu einem steinernen Siel ausgebaut. Im Außensiel entwickelte sich im 19. Jahrhundert ein Hafen mit Kaje. Hier wurden Korn, Torf, Ziegel anderes Stückgut umgeschlagen. Die Schiffe der Weserdampfschifffahrt legen hier an. In Strohausen gab es ein Nebenzollamt 1. Klasse. Während des 18. Jahrhunderts wurden in Strohausen Kalk- und Ziegelbrennereien gebaut. Es gab 1850 zwei Ziegeleien und eine Bierbrauerei hier. Im Jahr 1802 wurde die Strohhauser Mühle errichtet, sie wurde 1912 bei einem Brand zerstört. Drei Alte Backstein Wohnhäuser aus der Zeit um 1850 sind an der Straße „Zu den Deichen“ erhalten, wenngleich sie teilweise stark verändert wurden.

## Demographie
| Zahl | Einwohner |
| ---- | --------- |
| 1675 | 28        |
| 1743 | 43        |
| 1801 | 80        |
| 1815 | 86        |
| 1855 | 202       |
| 1925 | 236       |
| 1939 | 534       |
| 1946 | 567       |
| 1950 | 365       |
| 1961 | 306       |
| 1970 | 211       |

## Personen
- Franz Radziwill (1895–1983), Maler